# سیدنی سالکو
سیدنی سالکو (انگلیسی: Sidney Salkow; ۱۶ ژوئن ۱۹۱۱ – ۱۸ اکتبر ۲۰۰۰) افسر، کارگردان فیلم، فیلم‌نامه‌نویس و تهیه‌کننده تلویزیونی اهل ایالات متحده آمریکا بود.
از فیلم‌ها یا مجموعه‌های تلویزیونی که وی در آن‌ها نقش داشته است، می‌توان به فیوری اشاره نمود.